# カール1世 (リヒテンシュタイン公)
カール1世（Karl I. von Liechtenstein, 1569年7月30日 - 1627年2月12日）は、リヒテンシュタインの侯爵（在位：1608年 - 1627年）。初代リヒテンシュタイン侯である。

## 生涯
1569年、モラヴィア、ヴァルチツェにリヒテンシュタイン家ハルトマン2世の長子として生まれる。後の貴族制度では男爵に相当する下級領主貴族の家門であった。1599年にプロテスタントからカトリックに改宗した。ウィーンでハプスブルク家の皇帝ルドルフ2世の取り立てで要職に就き、枢密顧問官から更には宮内長官を務め、ウィーン司教クレースルと並ぶ実力者であった。同家を特徴づける美術品収集は、カールが主君に影響され始まったものともいわれる。だが、ルドルフ2世とその弟マティアスとの争いではマティアス側に付き、1608年にマティアスより侯爵（帝国諸侯）の位を与えられた。これが今日のリヒテンシュタイン侯爵家の創始である。
白山の戦いにおいても皇帝フェルディナント2世の側に就き、戦いの首謀者とされたボヘミアのプロテスタント貴族たち27人の処刑を行なった。1622年には金羊毛騎士団の一員となっている。カールの代でリヒテンシュタイン家はシレジアのトロッパウやイェーゲルンドルフを公領とし、さらにボヘミアにも領地を獲得した。1627年、プラハで没。墓はチェコ東部のヴラノフ・ウ・ブルナにあるリヒテンシュタイン家の霊廟に安置されている。
プラハにあるリヒテンシュタイン宮殿はカール1世が白山の戦いの後に所有し、暮らした宮殿である。

## 註
1. ↑  Gebauer, Josef. “Karel Lichtenštejn” (チェコ語). Statutární město Opava: vládci. 2007年8月30日閲覧。
2. ↑  現在はプラハ芸術アカデミー音楽学部の校舎およびコンサートホールとなっている。